# Zecchino d'Oro
 Zecchino d'Oro  ("Gouden Muntstuk") is een internationaal muziekfestival voor kinderen, uitgezonden op de Italiaanse tv-zender RAI Uno.
Dit muziekfestival wordt stilaan beschouwd als een deel van de Italiaanse traditie en het culturele erfgoed van de generaties sinds de jaren 1960. Het belang ervan wordt bevestigd door de toekenning van het label "Erfgoed voor een Cultuur van Vrede", tijdens een ceremonie georganiseerd door UNESCO Clubs en Centra in april 2008.
De bedoeling van dit evenement is kinderliedjes te brengen en daarbij componisten aan te sporen om liederen te schrijven bestemd voor de kinderwereld.
Zoals regelmatig opgemerkt tijdens het festival zijn de prijzen en andere onderscheidingen van Zecchino d'Oro bestemd voor de auteurs en componisten van de nummers en niet voor de kinderen die ze brengen. Een uitzondering is Yumiko Ashikawa (芦川祐美子), het enige meisje dat meedeed aan de competitie als schrijfster en uitvoerster tijdens de 40ste editie van Zecchino d'Oro in 1997.

## Selectie van liedjes en solisten
Elk jaar komen honderden liedjes binnen als reactie op de kennisgeving van de wedstrijd van Antoniano. Een interne commissie Antoniano houdt zich bezig met een eerste screening om de meest geschikte composities te kiezen. De geselecteerde nummers worden voorgelegd aan het oordeel van een commissie (gekozen door Antoniano), bestaande uit muzikanten, leraars, journalisten en professionals in de wereld van het kind en in het algemeen door verschillende experts die normaal omgaan met "culturele producten" voor kinderen. Op deze jury rust de taak om te luisteren naar de 100 nummers uit de eerste selectie en deze geleidelijk te verminderen tot ze een akkoord bereiken over de nummers die zullen deelnemen aan de uitzending. Tot 2011 was deze methode alleen geldig voor de selectie van de Italiaanse liederen, terwijl voor de buitenlandse liederen de selectie werd uitgevoerd door Antoniano.
De auteurs van de geselecteerde nummers geven aan Antoniano de reproductierechten van de liedjes en de helft van de inkomsten die daaruit voortvloeien.
De selectie van de kleine zangers vindt plaats in verschillende fasen, tijdens een ronde langs de grote steden van Italië. De kinderen die hieraan deelnemen moeten drie jaar zijn op het moment van de selectie en geen elf jaar geworden zijn op het tijdstip van de uitzending.
De kinderen die kandidaat zijn worden onderworpen aan een hoorzitting achter gesloten deuren, waarin ze, begeleid op de piano, een nummer zingen gekozen uit de vorige edities van de Zecchino d'Oro, vanaf de dertigste editie (1987). Zij die na deze eerste fase overblijven, nemen deel aan een bijkomende auditie die gehouden wordt tijdens een publiek optreden, waar ze hetzelfde lied zingen, met een beperkte muzikale begeleiding. De vertolkers van buitenlandse nummers worden gekozen via aparte audities.
Degenen die slagen in de lokale selecties nemen deel aan een definitieve selectie bij Antoniano in Bologna. De test bestaat uit de interpretatie van twee nummers, een melodisch en een ritmisch nummer, gekozen uit een lijst van liedjes uit de vorige edities. De commissie kan zo de zangers weerhouden die meest geschikt zijn voor de nummers die in dit stadium reeds gekozen zijn en die zullen deelnemen aan de uitzending.

## Wedstrijd
Tijdens de uitzending worden in totaal twaalf nummers gebracht, waaronder Italiaanse en niet-Italiaanse (vroeger waren er veertien, zeven Italiaanse en zeven buitenlandse), die strijden om diverse prijzen. Kinderen zijn alleen de vertolkers van de liedjes en zijn op geen enkele manier concurrenten, de wedstrijd wordt gehouden tussen de nummers en niet tussen zangers. De uitzending wordt gespreid over vijf avonden, waarbij de nummers ten gehore worden gebracht, verschillende prijzen worden toegekend en er wordt ook ruimte gelaten voor diverse optredens voor kinderen.
De jonge zangers worden begeleid door het Piccolo Coro "Mariele Ventre" dell'Antoniano, gedirigeerd door Sabrina Simoni, die ook de vocal coach is van de kind-solisten (zij heeft beide rollen overgenomen van Mariele Ventre na haar vroegtijdige dood in 1995). Het vocaal arrangement van de nummers wordt verzorgd door Gianfranco Fasano, die in deze rol Siro Merlo vervangt.
De hoofdprijs is de eigenlijke Zecchino d'Oro. De prijs wordt toegekend aan het eind van de laatste avond door een jury die uitsluitend bestaat uit kinderen. Elk kind kan het lied een score van zes tot tien geven. Aan het einde van de stemming is het lied dat de hoogste totale som van de scores gekregen heeft de winnaar van de Zecchino d'Oro, en deze prijs wordt toegekend aan de auteur. In 2004 werd televoting geïntroduceerd, waarvan de stemmen werden toegevoegd aan de stemmen van de jury. Dit systeem werd afgeschaft in 2007 met de introductie van Telezecchino. In het geval twee liedjes dezelfde score behalen kan men teruggrijpen naar een beslissende ronde of de prijs toekennen aan beide nummers, volgens het reglement van dat jaar. In sommige jaren konden de nummers die het minst stemmen hadden gekregen in de vorige stemrondes, de finale niet behalen en niet meestrijden om de hoofdprijs.
De zilveren Zecchino d' Argento prijs werd uitgereikt van de 18e editie (1976) tot de 50e editie (2007) tijdens twee halve finales, één gewijd aan Italiaanse liederen en één gewijd aan buitenlandse nummers. De prijs keerde terug vanaf de 56e editie. De stemprocedures zijn identiek aan deze van de Zecchino d’Oro.
De gekleurde Zecchini Colorati, rood, wit, blauw en groen, werden toegewezen van de 51ste (2008) tot de 55ste (2012) editie, een voor elke episode voorafgaand aan de finale. De modaliteiten voor de toewijzing varieerden afhankelijk van de editie, maar waren altijd gebaseerd op een jury van kinderen.
De Telezecchino-prijs wordt gegeven sinds de 50ste editie (2007) aan het lied dat het meeste stemmen heeft ontvangen van de kijkers.
De gouden plaat G d’Oro "Zuster Letizia" werd toegekend door het jongerentijdschrift Il Giornalino van de 5de (1963) tot de 48ste (2005) editie. Deze prijs werd toegekend aan het lied waarvan de tekst het best uitdrukking gaf aan de geest van vreugde, broederschap en liefde.

## Personages
Persoonlijkheden die bekendheid verkregen dankzij deze uitzending, zijn onder meer:
- De maker en presentator van het evenement, Cino Tortorella, die in 2017 overleed.
- De animator en directrice van het "Piccolo Coro dell'Antoniano", Mariele Ventre, die in 1995 overleed.
- Het personage Mage Zurlo, de magiër Zurlo (gespeeld door Cino Tortorella tot 1972).
- Het poppetje Topo Gigio (ingesproken door Peppino Mazzullo tot 2006).
- De huidige directrice van het Piccolo Coro "Mariele Ventre", Sabrina Simoni.

### Deelnemers
Onder de kleine deelnemers aan Zecchino d'Oro vinden we:
- Viviana Stucchi, die in de zesde editie van 1964 "Il pulcino ballerino" (Het kuikendanseresje) bracht
- Gian Marco Gualandi, die in 1964 het lied "Da grande voglio fare" (Ik wil grote worden) bracht, werd auteur van vele liedjes waaronder het beroemde Le tagliatelle di nonna Pina (De tagliatelle van grootmoeder Pina).
- Angiolina Gobbi, die in 1966 zong "Il dito in bocca" (De vinger in de mond), samen met Alessandro Ferraro, is nog steeds een dubbing actrice en stem vertolker.
- Walter Brugiolo, die na deelname in 1967 met Popoff een zeer populair karakter werd en als hoofdpersoon deelnam aan diverse commercials uitgezonden door Carosello  en in een bijrol optrad in verschillende films.
- Cristina D'Avena, die in 1968 "Il valzer del moscerino" (De wals van de mug) interpreteerde en vervolgens, na een aantal jaren lid te zijn geweest van het Piccolo Coro dell'Antoniano, grote bekendheid verwierf dankzij de vele cartoon afbeeldingen van haar lied.
- Maria Sole Tognazzi, dochter van acteur Ugo Tognazzi, die in 1976 deelnam aan de show "Show nella foresta", werd op het podium alleen met haar naam aangekondigd, om vriendjespolitiek te voorkomen. Vandaag is ze filmregisseur.
- Gabriele Patriarca, die in 1993 "Il coccodrillo come fa" (De krokodil doet zo) zong, is uitgegroeid tot een bekende stem actrice in films en tekenfilms.
- Emily Meade vertolkte in 1997 Sottosopra en is nu een succesvolle actrice in de USA.
- Yumiko Ashikawa, 芦川祐美子, jongste auteur en vertolker in 1997 van het lied La pioggia (あめ).
- Ernesto Schinella, die in 2002 deelnam met "Il ramarro con tre erre" (Hagedis (ramarro) met drie r's), en die later beroemd werd na deelname als een jonge zangeres aan het programma "Ti lascio una canzone" en die een beetje later het programma "Volami nel cuore" presenteerde met "Pupo".
- Aleksej Aleksandrovič Žigalkovič, Аляксей Аляксандравіч Жыгалковіч, die in 2005 zong "Lo zio Bè" (Дзе каза рогам) heeft sindsdien het Junior Eurovisie Songfestival van 2007 gewonnen.

Verschillende van de vertolkers van Zecchino hebben we na hun deelname teruggezien in programma's zoals "Ti lascio una canzone" (Ik laat je een lied) en "Io canto" (Ik zing), met veel koppels en groepen.
De muzikanten die hebben deelgenomen aan meerdere edities zijn Luciano Beretta, Franco Fasano, Corrado Castellari, Alberto Testa, Sandro Tuminelli, Gianfranco Grottoli, Vittorio Sessa Vitali en Andrea Vaschetti. Onder de auteurs zijn bekende muziek professionals voor kinderen, zoals Riccardo Zara, Alessandra Valeri Manera en Maria Letizia Amoroso.
Vaak werden de liederen voor Zecchino gecomponeerd door bekende songwriters zoals Dodi Battaglia, Roby Facchinetti, Toto Cutugno, Pupo (zangeres), Renato Zero, Pino Daniele en Amedeo Minghi. Vermeldenswaard zijn ook de namen van beroemde componisten en tekstschrijvers, waaronder Bruno Canfora, Giorgio Calabrese, Depsa, Lucia Mannucci en Antonio Virgilio Savona van het Cetra kwartet, Mogol, Cristiano Malgioglio en Vito Pallavicini.
Ook mensen uit de wereld van het entertainment hebben meegeholpen, zoals Francesco Salvi, Lino Banfi, Castellano & Pipolo, Grazia Di Michele en Syusy Blady.
Onder de jongere auteurs moeten worden vermeld Yumiko Ashikawa (芦川祐美子, 7 jaar), Miruna Oprea (13 jaar), Ioachim Petre (13 jaar) en Lara Polli (13 jaar).

### Presentatoren
De maker van de uitzending, Cino Tortorella, was tot 1973 naast zijn rol als de tovenaar Zurlo ook presentator. Sinds 1988 was hij vergezeld van Maria Teresa Ruta en later door andere personen. Sinds 2009 heeft hij de presentatie moeten overlaten vanwege een lopende rechtszaak voor schadevergoeding tegen Antoniano. Sinds 2006 is Veronica Maya een stabiele aanwezigheid in de Zecchino en andere gerelateerde programma's.

## Geschiedenis

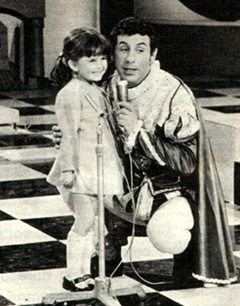
Presentator Cino Tortorella met Barbara Ferigo in 1968

De suggestie en het idee om een kinderfestival op te zetten dat gewijd zou zijn aan muziek voor kinderen is afkomstig van de presentator Cino Tortorella. Hij was reeds bekend van het jongerenprogramma Zurlo, de tovenaar van donderdag, waarin hij de rol speelde van de magiër Zurlo, toen hij werd benaderd door enkele organisators van het cultureel evenement de Triënnale van Milaan om een programma voor het onderdeel "Het Salon van het Kind" te bedenken. Tortorella dacht aan een soort van Italiaans Songfestival van San Remo voor kinderen. De uitzending werd voor het eerst in de ether gestuurd op 24 september 1959 .
Tortorella heeft de eerste editie van Zecchino d'Oro opgebouwd als een opeenvolging van momenten uit het verhaal van Pinocchio (soms nogal vrij geïnterpreteerd), tot aan het moment dat op de scène een boom met gouden munten groeide, en daaruit is de naam van het liedfestival ontstaan. Het liedje Brief aan Pinocchio dat begint met Lieve Pinocchio, vriend van de gelukkigste dagen, gewijd aan de beroemde houten marionet en geschreven door Mario Panzeri, heeft een buitengewoon succes gekend, zelfs buiten de zangwedstrijd, en werd later geïnterpreteerd door Johnny Dorelli.
Wegens problemen met de tv moest Zecchino d'Oro naar een andere locatie uitkijken. Tijdens een verblijf in Bologna, in 1961, ontmoette Tortorella de vrienden en minderbroeders van Antoniano. Deze aanvaardden de overdracht van het festival naar de stad Bologna en stelden hem voor aan een bezoekster van de parochie die de liedjes aan kinderen van de show kon aanleren: Mariele Ventre. Zij zal tot aan haar dood de dirigente van het Piccolo Coro dell'Antoniano zijn. Sindsdien wordt de Zecchino d'Oro onlosmakelijk verbonden met de Antoniano stichting, die nog steeds de zangwedstrijd organiseert en produceert.
In 1963 werd, rekening houdend met het voortdurend en aanhoudend aandringen van de kinderen die de liedjes vertolkten in de eerste edities, het idee opgevat om een begeleidingskoor op te richten. Als gevolg daarvan is het Piccolo Coro dell'Antoniano geboren, een koor gecoördineerd en geregisseerd door Mariele Ventre, dat in het begin slechts bestond uit vijf kinderen. Sindsdien begeleidt het Piccolo Coro alle liedjes van de show. In hetzelfde jaar begon men de nummers voorgesteld tijdens Zecchino d'Oro te graveren op plaat (toen nog op vinyl, 33 toeren).
In 1965 werd de voorstelling verplaatst van de bioscoop van Antoniano naar een gloednieuwe televisiestudio, waar het optreden vandaag de dag nog steeds gebeurt. Het volgende jaar namen wel 527 liedjes deel aan de wedstrijd. De jonge solistjes, het begeleidingskoor en de broeders werden samen met al het personeel in een speciale audiëntie ontvangen door Paus Paulus VI.
In 1969 werd voor het eerst de show uitgezonden in Eurovisie. Men bereikte een recordpubliek van 150 miljoen kijkers, in dat jaar alleen overtroffen door de landing op de maan. Ondanks het grote succes beperkte de Rai een paar jaar later, vanaf 1973, de televisie-uitzendingen tot enkel de laatste dag (de vorige dagen werden via de radio uitgezonden). In hetzelfde jaar laat Cino Tortorella zijn verkleding in tovenaar Zurlo achterwege en voor de eerste keer beginnen de kinderen op vooraf opgenomen backing-tracks te zingen en niet meer met een life orkest.

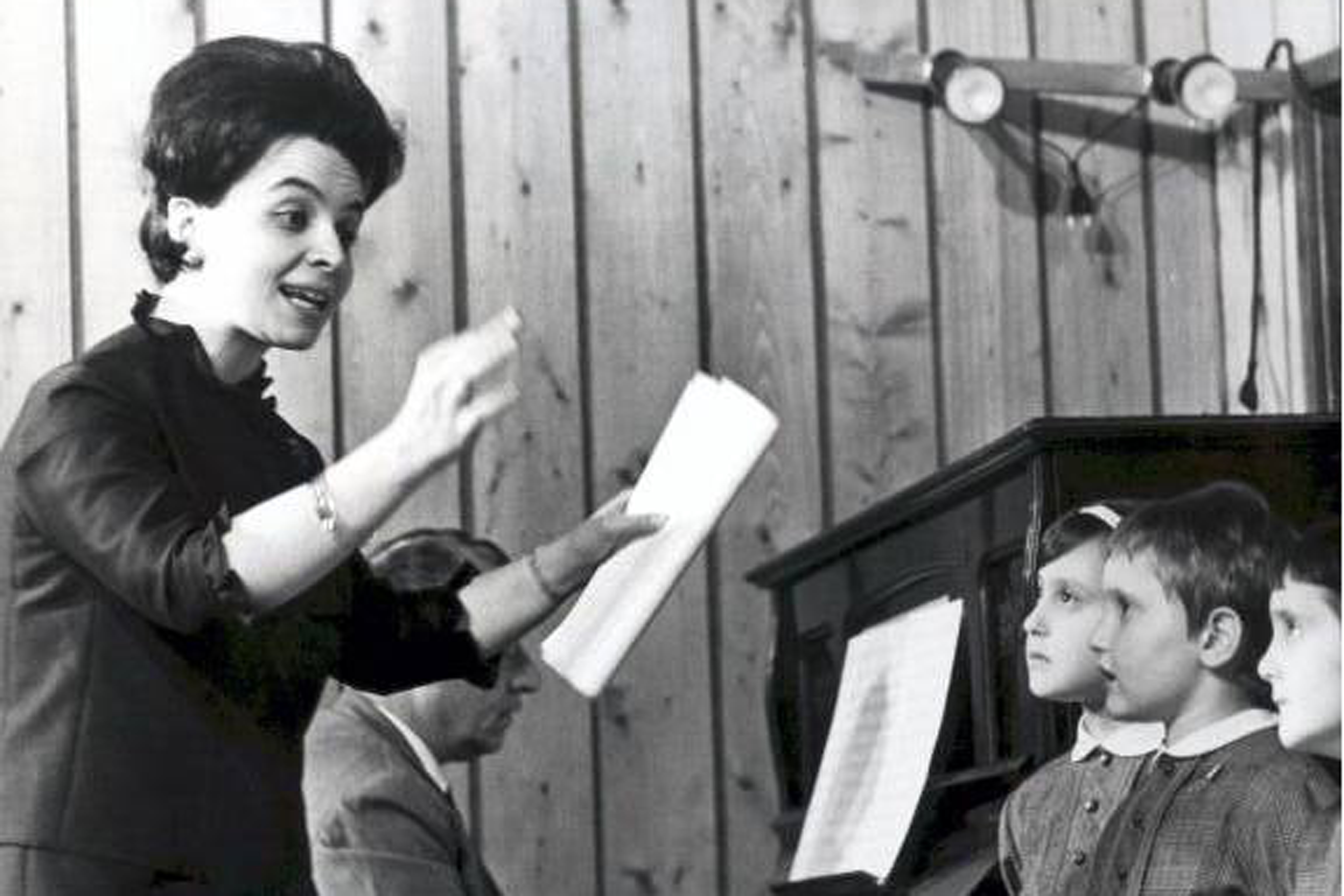
Mariele Ventre in 1966

In 1976 werd het festival internationaal: er waren 7 Italiaanse en 7 buitenlandse liedjes. Vanaf de tweede editie van dat jaar werden ook twee zilveren munten geïntroduceerd, respectievelijk voor het mooiste Italiaanse en het mooiste buitenlandse lied. Het programma kende zo een bijkomende internationale belangstelling, geholpen door de Eurovisie uitzendingen en een mecenaat van Unicef. Dat jaar waren twee edities, van de lente (rond Vaderdag op 19 maart) tot de herfst (in de derde week van november). Het volgende jaar werd voor het eerst Zecchino d'Oro uitgezonden in kleur en in 1981 begon de Rai terug alle afleveringen uit te zenden op televisie.
Vanaf 1991 werden de opbrengsten van de show geschonken aan goede werken, door middel van een speciale fundraiser genaamd de Bloem van solidariteit.
In de 38e editie van Zecchino d'Oro van 1995 wordt het koor voor de laatste keer geleid door Mariele Ventre. Ze wordt na enkele dagen vervangen door Sabrina Simoni. In 2001 richt het sociaal secretariaat van de RAI een jaarlijkse prijs in, genoemd naar Mariele Ventre, en toegekend aan persoonlijkheden die zich hebben onderscheiden door hun inzet voor de wereld van de kinderen.
In 2006 verschijnt het poppenkarakter Topo Gigio voor de laatste maal.
In 2007 viert Zecchino d'Oro zijn 50e editie, en voor het eerst introduceert het Telezecchino. Om de 50e editie te vieren werd op 21 december van dat jaar het Grote Gala Zecchino d'Oro uitgezonden. In hetzelfde jaar ontving Zecchino van de UNESCO Club de erkenning van "Erfgoed voor een cultuur van vrede", de eerste tv-uitzending die dergelijke erkenning in ontvangst mag nemen. De aankondiging werd gedaan tijdens de "Gran galà dello Zecchino d'Oro", de officiële ceremonie vond plaats op 5 april 2008, en het kleine koor ontvangt erkenning als vertegenwoordiger van Zecchino.
In 2008 worden voor de eerste keer, naast de Zecchino d'Oro en de Telezecchino prijzen, ook andere prijzen geïntroduceerd zoals de Zecchino Rood, Wit, Blauw en Groen, die op elke dag toegewezen worden door een andere jury. Dit is ook het laatste jaar waarin sprake is van de historische maker en presentator van het evenement, Cino Tortorella.
In 2009, ter gelegenheid van de 50ste verjaardag van de Zecchino d'Oro, wordt het programma voor het eerst uitgezonden in het formaat 16:9.

## Kritiek
De eerste kritiek op het programma kwam in 1970, wanneer de uitzending werd beschuldigd van "het aanmoedigen van kindsterren." De Antoniano stichting boog de kritiek om en overwon deze in de volgende edities door het concept van de vertolker van het lied als concurrent te vervangen door een spel en spektakel koorshow, waar de kinderen allemaal winnaars zijn en de competitie gebeurt tussen de nummers.
In 1997 was het programma in het middelpunt van een controverse in het nieuwsprogramma Striscia la notizia (Strip het nieuws) waarin gesproken werd van een vermeende truc voor het bepalen van het winnende nummer, dat zou worden gekozen voor de finale, en ongeacht de uitspraak van de jury. Alles was begonnen met een video door de redactie van het satirische nieuws programma waarin je Cino Tortorella kon zien praten met Mattia Pisanu (vertolker van "Un bambino terribile" in de 40ste editie (1997)) en horen zeggen: "Ben je blij als je vanavond gaat winnen?". Tortorella heeft de uitzending verdedigd door de volledige versie van dezelfde video te laten zien, waaruit bleek dat dezelfde vraag werd gesteld aan alle deelnemende kinderen tijdens een toespraak waarin Tortorella uitlegde dat, zoals gebruikelijk, alleen het nummer en niet de zanger konden winnen of verliezen, en ze dus niet moesten bezorgd zijn om een eventuele nederlaag, want de kinderen waren allemaal winnaars. Na het nieuws suggereerde Striscia la notizia dat de video die anoniem bij de redactie aankwam, zou verstuurd zijn door Tortorella, maar die heeft dat krachtig ontkend en zei dat hij het programma zou vervolgen en de eventuele schadevergoeding zou schenken aan de slachtoffers van de aardbevingen in Umbrië en Marche.
In 2003 heeft een auteur een brief gestuurd naar de wekelijkse TV Sorrisi e Canzoni (TV lach en lied) om zijn teleurstelling te uiten over het feit dat een lied dat hij had voorgesteld voor de uitzending niet was geselecteerd was. Met name benadrukt de brief het feit dat sommige auteurs aanwezig waren bij bijna alle edities van de afgelopen tien jaar, waarmee de eerlijkheid van de selectieprocedure in twijfel wordt getrokken. Er werd tevens onderlijnd dat de deelname aan de wedstrijd gebeurde tegen betaling. De journaliste Fernanda Pirani, die de wekelijkse selecties voor enkele jaren bijwoonde, reageerde op de brief. De verslaggeefster beschreef de gehanteerde selectiemethode (toegewezen aan een jury extern aan Antoniano) die zorgt voor een correct verloop en verklaarde het terugkeren van zekere namen door het feit dat degenen die succesvolle professionals zijn in de wereld van de muziek voor de kinderen doorgaans ook de beste nummers kunnen maken die geschikt zijn voor de uitzending.
In 2009 heeft het satirisch programma "Strip de nieuws" opnieuw Antoniano beschuldigd om als voorwaarde voor de deelname aan Zecchino te stellen dat de familie van het kind de encyclopedie van men de familie-encyclopedie van de internationale uitgeverij SEI in Sao Paolo moest aanschaffen. De verdediging was opnieuw afkomstig van Tortorella, die zei dat de aankoop van de encyclopedie op geen enkele wijze verplicht was en degenen die ze kochten op geen enkele wijze bevoordeeld werden bij de selectie tegenover diegenen die dat niet deden, hoewel een oneerlijke verkoper hierop had gezinspeeld bij een aantal families. De uitgeverij Sao Paolo was gewoon een sponsor van het programma, en als zodanig werd deze toegelaten om hun producten te verkopen tijdens de selecties
In hetzelfde jaar was het echter dezelfde Tortorella (die in het verleden al eens tekeer ging tegen de top van de RAI ter gelegenheid van de uitsluiting van Topo Gigio) die de uitzending aanviel, met het argument dat, als gevolg van het gedrag van Antoniano, de RAI alle programma's zou verwijderen die verband hielden met Antoniano zelf, en spoedig zelfs zou worden geraakt aan Zecchino d'Oro. Om deze redenen heeft de leider en oprichter van de uitzending een rechtszaak aangespannen tegen Antoniano om "morele schadevergoeding", met de uitdrukkelijke bedoeling om de tv-rechten van de uitzending terug te winnen en het tij te keren. Dit heeft ertoe geleid dat hij werd uitgesloten om aan de uitzending deel te nemen. Tegelijkertijd had de Italiaanse vakbond CISL gewaarschuwd voor een mogelijke sluiting van het productiehuis Antoniano.
In 2010 kwam Tortorella terug om Zecchino d'Oro aan te vallen in de uitzending "Mattina in famiglia" (Ochtend in de familie). Tijdens de aflevering van 21 november 2010, drukte de leider zich uit op een zeer kritische wijze over de laatste edities van de Zecchino d'Oro, in het bijzonder over de 53ste editie die de vorige dag eindigde. Verwijzend naar de vertolkers van de winnende liedjes van die editie zei hij:
Twee mooie liedjes, twee mooie kinderen, het zou perfect zijn geweest voor Zecchino d'Oro
Hij verklaarde dan zijn uitspraak:
Dit is Zecchino d'Oro niet meer. Zecchino heeft opgehouden van goud te zijn. Toen Mariele stierf, werd ze zilver, ze werd brons toen ze pater Berardo weggestuurd hebben, dan werd ze lood toen ze Topo Gigio weggestuurd hebben, en ten slotte wanneer ze hem (Tortorella n.v.d.r.) weggestuurd hebben voor wat hij had gedaan, werd het tin, dit is dus Zecchino van Tin
Tijdens dezelfde uitzending zei Gabriele Patriarca (die het lied Il coccodrillo come fa interpreteerde in de 36ste editie van 1993, nu bekende stemactrice) dat Zecchino d'Oro vandaag de smaak heeft van een "slap aftreksel", alhoewel ze de intrede van de presentator Pino Insegno waardeerde.

## Andere uitzendingen
In de loop der jaren heeft de Antoniano verschillende programma's in verband met Zecchino d'Oro geproduceerd, meestal met de deelname van Topo Gigio en het Piccolo Coro, te beginnen met de speciale gelegenheden van Moederdag en Pasen (uitgezonden tot 2008), kerstavond en de ochtend van Kerstmis uitgezonden op de RAI televisie.
Andere programma's die verband houden met Zecchino d'Oro zijn:
- De band van Zecchino (1990-2001, Rai 1). Een verzameling van spelletjes, quizzen, cartoons en variété. Het werd ook uitgezonden onder de titel Zecchino op zaterdag
- Terraluna (2002-2006, TV2000). Uitzending voor kinderen. De titel komt van het lied dat de 41ste Zecchino d'Oro won in 1998.
- Parola (2005-2006, TV2000). Educatief programma voor kinderen in het basisonderwijs, gewijd aan de Italiaanse taal.
- Arriva Zecchino (2009-2012, DeA Kids). Het programma heeft een aantal stadia van de nationale selecties voor de Zecchino d'Oro gevolgd
- Zecchino show (2010, DeA Kids). Tijdens de uitzending worden twee nummers uit eerdere edities van de Zecchino d'Oro tegenover elkaar gesteld.

Er is ook een webradiozender, Radio Zecchino, die liedjes van Zecchino d'Oro uitzendt.
Van een aantal liedjes van de Zecchino d'Oro zijn video clips gemaakt voor tv- en homevideo (vhs en/of dvd): I cartoni dello Zecchino d'Oro. Het eerste deel is uitgebracht in 2000, in 2012 verscheen het negende volume.

## Historische gebeurtenissen
In de geschiedenis van Zecchino d'Oro zijn ook enkele merkwaardige historische gebeurtenissen waargenomen, waarvan sommige eenmalig plaatsgevonden:
- 1962. Raymond Debono is opgetreden in drie liedjes: La giacca rotta, La stella di latta, Vola... non vola.
- 1986. 3 lied gewonnen, alle buitenlanders: Amor di tamburello (Trông cóm, Vietnam), Parla tu che parlo io (Beszélj te, hogy beszélhessek, Hongarije), Siamo tutti re (আমরা সবাই রাজা, Bangladesh).
- 1997. Yumiko Ashikawa (芦川祐美子) is de jongste auteur en vertolker van een lied, La pioggia (あめ). Dit is verreweg de meest opmerkelijke gebeurtenis.

### Officiële links
- Officiële website
- Selectie van de kandidaten
- Historisch archief
- Website van het televisieprogramma
- Radio Zecchino
- Site van dell'Antoniano di Bologna
- Kanaal van dell'Antoniano di Bologna op Youtube

### Niet-officiële links
- Lo Zecchino van Zio Kees
- Sezione di WikiTesti.com